# Leo Hendrik Baekeland

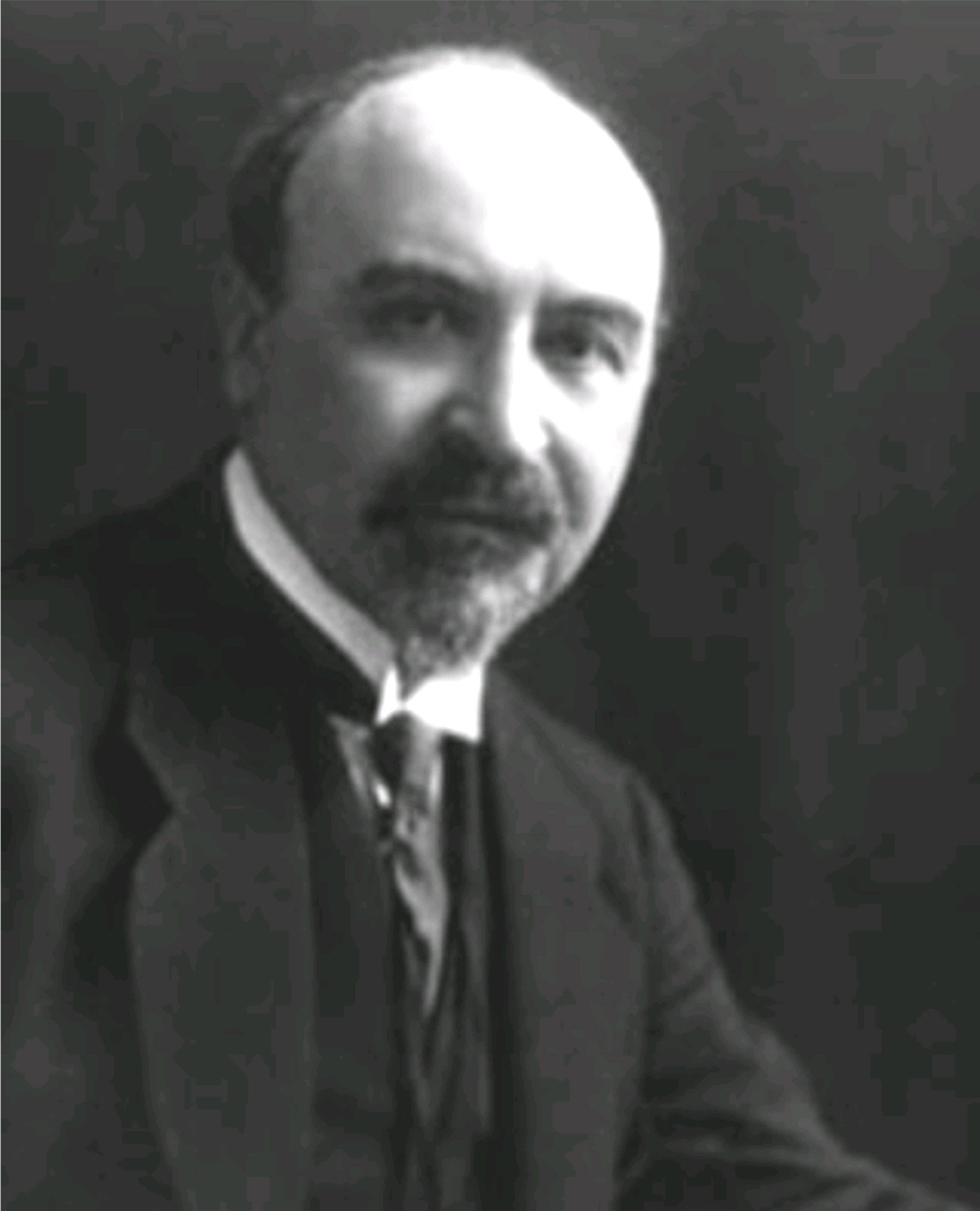
Leo Hendrik Baekeland

Leo Hendrik Baekeland (* 14. November 1863 in Gent; † 23. Februar 1944 in Beacon, New York) war ein belgisch-amerikanischer Chemiker und Erfinder. Baekeland entwickelte in den Jahren 1905 bis 1907 den ersten Massenkunststoff Bakelit.

## Leben
Der Sohn des Schusters Charles Baekeland entwickelte früh natur- und wirtschaftswissenschaftliche Interessen. Als jugendlicher Schüler einer Abendschule erhielt er Auszeichnungen in den Fächern Chemie, Physik und Wirtschaft. Ein Stipendium ermöglichte ihm ab 1880 ein Chemiestudium an der Universität Gent. 1884 promovierte er kaum 20-jährig. Neben einer Lehrtätigkeit an einer höheren Schule arbeitete er ab 1888 als a. o. Professor für Chemie an der Universität Gent. 1889 heiratete er Celine Swarts, die Tochter seines ehemaligen Professors für Chemie, Theodore Swarts.
Während einer Studienreise beschloss er 1889 in den USA zu bleiben. Ab 1893 betrieb er eine Produktionsfirma – die Nepera Chemical Company (Nepera Park, NY). Die Rechte eines von ihm entwickelten Fotopapiers (Velox) (eine Papiersorte für schnelles Entwickeln von Fotos bei Kunstlicht) verkaufte er 1899 für eine Million Dollar an die Firma Eastman Kodak. Dieses Geld ermöglichte ihm die Fortsetzung seiner Studien in einem eigenen Privatlabor. Nach Untersuchungen elektrochemischer Vorgänge wandte er sich ab 1905 der seit 1872 (Adolf von Baeyer) bekannten Kondensationsreaktion von Phenol und Formaldehyd zu. Ein selbstentwickelter Autoklav (Bakelizer), der wahlweise beheizt und gekühlt werden kann, ermöglichte ihm eine Temperaturführung der chemischen Reaktion unter Überdruck. In zahlreichen Versuchen ermittelte er die Einflussgrößen auf den Reaktionsverlauf. Dabei wurde er von seinem Assistenten Nathaniel Thurlow (1873–1948) unterstützt.
1909 erhielt er das wichtige Hitze-Druck-Patent. In den Folgejahren kam es zu Patentstreitigkeiten, die er für sich entscheiden konnte. Ende 1910 gründete er mit seinen Prozessgegnern die General Bakelite Company, die 1939 von Union Carbide übernommen wurde.
In Deutschland erwarben die Rütgerswerke eine Lizenz und begannen 1909 mit der Herstellung von Bakelit. Baekeland gründete dazu am 25. Mai 1910 zusammen mit den vom Unternehmer Julius Rütgers gegründeten Rütgerswerken, die Bakelite Gesellschaft mbH in Erkner bei Berlin. Das Werk wurde 1948 als VEB Plasta Erkner verstaatlicht.
In den Jahren nach 1910 nahm Baekeland neben seiner Arbeit als Präsident der Bakelite Corporation zahlreiche Ehrenämter wahr.
Für seine Verdienste wurden ihm zahlreiche Auszeichnungen verliehen: 1910 erhielt er die William H. Nichols Medal der American Chemical Society, 1913 die Willard-Gibbs-Medaille der American Chemical Society und 1940 die Franklin Medal des Franklin Institutes. 1935 wurde Baekeland in die American Philosophical Society und 1936 in die National Academy of Sciences gewählt. Im selben Jahr wurde er Ehrenmitglied (Honorary Fellow) der Royal Society of Edinburgh. Er steht auf der von der amerikanischen Zeitschrift Time Magazine am 29. März 1999 veröffentlichten „Liste der 20 größten Denker und Wissenschaftler des 20. Jahrhunderts“.
Baekeland liegt auf dem Sleepy Hollow Cemetery begraben.
Ihm zu Ehren ist der Leo Hendrik Baekeland Award der ACS benannt.

## Werke
- Erklärung der Kondensationsvorgänge, die zur Bildung der Phenolharze führen. Gemeinsam mit H. Lebach Einführung der Begriffe Novolak für Harz unter sauren Kondensationsbedingungen und Formaldehydüberschuss, sowie Resol (Bakelit A) für Harze unter alkalischen Reaktionsbedingungen und Phenolüberschuss. Weiterhin Resitol (Bakelit B) für die aushärtbare Pressmasse aus Resol, und Resit (Bakelit C) für das ausgehärtete Harz.